# Вентиляционная шахта (метро)

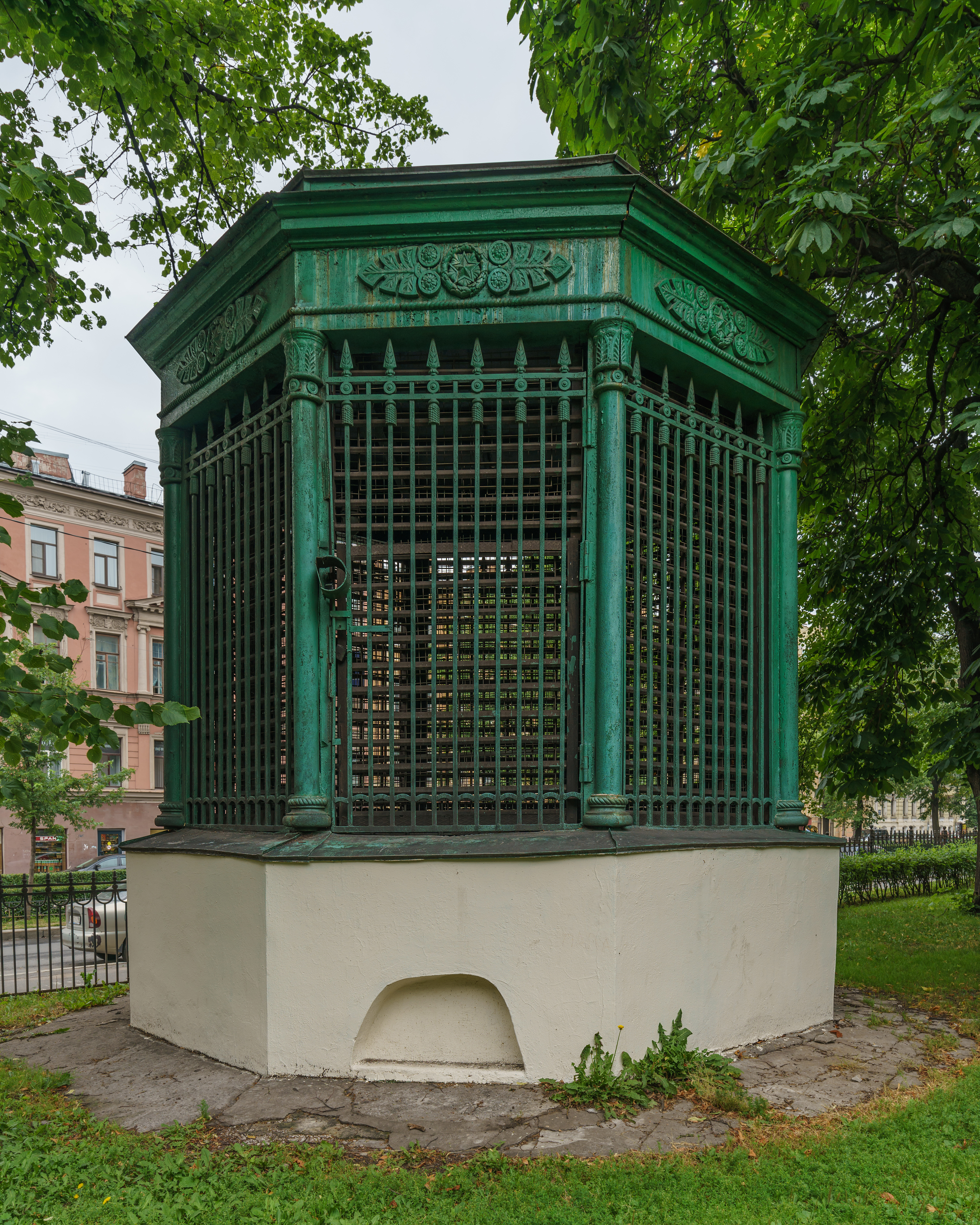
Венткиоск Ленинградского метрополитена

Вентиляционная шахта (сокращённо ВШ) — сооружение метрополитена, состоящее из
- вентиляционной камеры (венткамеры),
- вентиляционного ствола (вентствола), ведущего к поверхности земли, и расположенного на его оголовке
- вентиляционного киоска (венткиоска).

Вентшахты метрополитенов служат для естественной (самоточной) или принудительной приточно-вытяжной вентиляции подземных сооружений метрополитена:
- постоянной,
- временной (например, для просушки тоннелей) или
- аварийной (в случае задымлений, пожаров, появления вредных, отравляющих веществ в воздухе).

Для организации принудительного тока воздуха в венткамере устанавливаются реверсивные вентиляторы — обычно их насчитывается 2, но бывает от 1 до 4, причём 4 вентилятора работают попарно на разные пути.
Также, в ВШ присутствуют гермозавторы, обычно два, но реже встречаются ВШ с одним гермозатвором. В зависимости от назначения ВШ, они могут находиться в открытом или закрытом положении.

## Расположение
ВШ находятся вблизи парков или зелёных насаждений, расположенных неподалёку от станций метро, чтобы исключить попадание лишних вредных газов в метрополитен. Также ВШ обычно располагаются ближе к середине перегона между станциями.

## Признаки ВШ
ВШ должны соответствовать следующим признакам — рядом с ними (до 300 метров) должен пролегать тоннель, на двери киоска надпись из букв ВШ или Ш, трёх- или четырёхзначного номера и буквенного индекса.

## Охрана
На каждом объекте в Москве, Ленинграде и других городах бывшего СССР установлена система датчиков на пересечение лучей и изменение внутреннего объёма. При срабатывании сигнализации к головнику ВШ по сигналу «тревога» незамедлительно приезжает дежурный наряд УВД на метрополитене. Кроме того, во всех советских ВШ установлены датчики химического оружия, а также вредных газообразных промышленных выбросов. В случае их появления все гермозатворы ВШ закрываются.
Проникновение в шахту является не только опасным для жизни, но и уголовно наказуемым деянием.